# یواس‌اس ترنهیل (دی‌یی-۱۹۵)
یواس‌اس ترنهیل (دی‌یی-۱۹۵) (به انگلیسی: USS Thornhill (DE-195)) یک کشتی بود که طول آن ۳۰۶ فوت (۹۳ متر) بود. این کشتی در سال ۱۹۴۳ ساخته شد.